# Cardiff Rugby Football Club
Ne doit pas être confondu avec Cardiff Rugby.
Pour les articles homonymes, voir Cardiff (homonymie).
Maillots
Le Cardiff Rugby Football Club est un club professionnel de rugby à XV de la ville de Cardiff au pays de Galles. Fondé en 1876, le club joue ses matchs dans l'enceinte de l'Arms Park. Le club évolue en Super Rygbi Cymru (en).
Ses joueurs sont susceptibles d’être sélectionnés par la franchise de Cardiff Rugby, franchise professionnelle qui dispute le United Rugby Championship et les compétitions de l'EPCR.

## Histoire
Cardiff RFC est créé en 1876, et dispute son premier match contre le Newport RFC. Cardiff est la première équipe à jouer avec sept arrières et huit avants, alors que tout le monde aligne à l'époque six arrières et neuf avants Le club joue un rôle primordial dans le développement initial du rugby et permet de faire évoluer le jeu depuis un pur affrontement physique à un jeu plein d'initiatives, tel qu'il est pratiqué aujourd'hui. 
Cardiff se bâtit la réputation d'un des plus grands clubs de rugby au monde, notamment grâce à ses victoires face aux équipes de l'hémisphère sud en tournée dans les îles Britanniques : la Nouvelle-Zélande, l'Afrique du Sud sont tombées au moins une fois à l'Arms Park, tandis que l'Australie n'a jamais réussi à vaincre le Cardiff RFC en pas moins de six tentatives. Ceci amène un jour le politicien travailliste James Callaghan, député de Cardiff et Premier ministre de 1976 à 1979, à affirmer un jour à la Chambre des communes que Cardiff est « le plus grand club du monde »[réf. nécessaire].
En 2024, la fédération galloise lance le Super Rygbi Cymru (en), première compétition professionnelle incluant dix équipes. Appliquée pour la saison 2024-2025, Cardiff en fait partie,. 

## Terminologie
Deux clubs cohabitent à Cardiff, et s'ils sont étroitement liés, ils ne doivent pas être confondus car ils participent à des compétitions différentes : 
- le Cardiff RFC, qui participe au championnat semi-professionnel du pays de Galles.
- Cardiff Rugby, franchise professionnelle fondée en 2003, et qui participe à l'United Rugby Championship et aux compétitions de l'EPCR.

## Palmarès
- Coupe d'Europe :
  - Finaliste (1) : 1996.

- Championnat du pays de Galles : 
  - Champion (non officiel) (7) : 1906, 1948, 1949,1953, 1955, 1958 et 1982.
  - Champion (4) : 1995, 2000, 2009 et 2022.

- Coupe du pays de Galles : 
  - Vainqueur (7) : 1981, 1982, 1984, 1986, 1987, 1994 et 1997.
  - Finaliste (4) : 1973, 1977, 1985 et 2007.

## Stades
À l'origine, le club a son siège à Sophia Gardens, mais il s'installe rapidement à l'Arms Park. En 1970, il prend possession du stade de cricket après la construction d'un nouvel Arms Park (inauguré en 1970) sur l'emplacement de l'ancien, réservé à l'équipe nationale du pays de Galles. Le Cardiff RFC y joue toujours, mais dispute aussi quelques matchs importants sur le nouveau stade, notamment en Coupe d'Europe, dont la finale de 1996 perdue contre le Stade toulousain, au nouvel Arms Park jusqu'à sa destruction et son remplacement par le Millennium Stadium en 1999.

## Personnalités du club

### Joueurs célèbres
- Percy Bush
- Gregory Kacala
- Gerald Davies
- Gareth Edwards
- Rhys Gabe
- Terry Holmes
- Rob Howley
- Barry John
- Jack Matthews
- Cliff Morgan
- Gwyn Nicholls
- John Scott
- David Young
- Bleddyn Williams
- Wilfred Wooller

### Entraîneurs
- Howard Stone